# Bonnetiaceae
Famille
Classification APG III (2009)
Les Bonnetiaceae est une famille de plantes à fleurs dicotylédones de l'ordre des Malpighiales qui comprend entre 5 et 34 espèces réparties en 2 à 4 genres.
Ce sont des arbres ou des arbustes des régions tropicales d'Amérique, d'Asie du Sud-Est et de Malaisie.

## Étymologie
Le nom vient du genre type  Bonnetia nommé en hommage au philosophe et naturaliste suisse Charles Bonnet (1720–1793). Bonnet fut le premier à utiliser le terme « évolution » dans un contexte biologique, proposant  la théorie du catastrophisme : les catastrophes que subirait périodiquement la Terre, seraient susceptibles de favoriser le développement évolutif des taxons survivants. C'est aussi à lui que l'on doit la description d'un trouble hallucinatoire actuellement connu sous le nom de Syndrome de Charles Bonnet.

## Classification
La dernière révision de la classification phylogénétique la situe dans l'ordre des Malpighiales.

## Liste des genres
Selon Angiosperm Phylogeny Website (11 décembre 2016) et NCBI (11 décembre 2016) :
- genre Archytaea Martius
- genre Bonnetia (en) Martius
- genre Ploiarium Korthals

Selon DELTA Angio (11 décembre 2016) :
- genre Archytaea
- genre Bonnetia (en)
- genre Neblinaria
- genre Ploiarium

## Liste des espèces
Selon NCBI (11 décembre 2016) :
- genre Archytaea
  - Archytaea triflora
- genre Bonnetia (en)
  - Bonnetia ahogadoi
  - Bonnetia cubensis
  - Bonnetia paniculata
  - Bonnetia roraimae
  - Bonnetia sessilis
  - Bonnetia steyermarkii
  - Bonnetia tepuiensis
  - Bonnetia stricta
- genre Ploiarium
  - Ploiarium alternifolium